# Николаев, Сергей Дмитриевич (ректор)
Сергей Дмитриевич Николаев (7 января 1952, г. Москва, РСФСР, СССР — 5 марта 2019, Москва, Россия) — советский и российский учёный, специалист в области текстильного производства, доктор технических наук, профессор, ректор Московского текстильного института (2002—2012)

## Биография
Родился Сергей Дмитриевич в семье рабочих. По окончании школы в 1969 году поступил в Московский текстильный институт, после окончания которого оставлен аспирантом на кафедре ткачества.
- 1977 г. — защита кандидатской диссертации на соискание учёной степени кандидата технических наук.
- 1978 г. — ассистент кафедры ткачества.
- 1978—1982 гг. — начальник отдела международного научно-технического сотрудничества.
- 1981 г. — доцент кафедры ткачества.
- 1989 г. — защита докторской диссертации на соискание учёной степени доктора технических наук.
- 1989—2009 гг. — заведующий кафедрой ткачества.
- 1990—1992 гг. — декан механико-технологического факультета.
- 1992—1993 гг. — проректор по учебной работе.
- 1993—2000 гг. — проректор по научной работе.
- 2002—2012 гг. — ректор.

Женат, двое детей: сын и дочь.

## Награды, премии
- Премия Президента Российской Федерации в области образования (за 2003 год)[1]
- Премия Правительства РФ в области науки и техники (2008, 2011)[источник не указан 1056 дней]
- Почётный работник высшего профессионального образования Российской Федерации[источник не указан 1056 дней]
- Знак «Изобретатель СССР»[источник не указан 1056 дней]
- Медаль «850 лет Москвы»[источник не указан 1056 дней]
- Заслуженный деятель науки Российской Федерации[источник не указан 1056 дней]

## Основные достижения, труды
Автор более 600 научных работ, из них ‒ 8 учебников для студентов вузов по основным специальным дисциплинам, 9 монографий, имеет 6 авторских свидетельств и 10 патентов.
Под его научным руководством защищено 6 докторских и 32 кандидатских диссертаций.
- Председатель секции химической технологии экспертного совета по химии ВАК РФ.
- Член комитета лёгкой промышленности Торгово-промышленной палаты РФ.
- Академик Российской инженерной академии.
- Член редакции журнала «Известия вузов. Технология текстильной промышленности».
- Член секции лёгкой промышленности Комиссии по присуждению Премий Правительства России в области науки и техники.
- Заместитель председателя головного совета Минобразования РФ по технологии материалов текстильной промышленности.
- Эксперт Республиканского исследовательского центра экспертизы Министерства промышленности, науки и технологий РФ.
- Член Оргкомитета Всероссийского конкурса на лучшую научную работу студентов по естественным, техническим и гуманитарным наукам Минобразования РФ.

## Книги, научные труды
Учебники
- Проектирование ткацких фабрик: учебное пособие для вузов / П. В. Власов, А. А. Мартынова, С. Д. Николаев и др.; под ред. П. В. Власова. — 2-е изд., перераб. и доп. — Москва: Лёгкая и пищевая промышленность, 1983. — 304 с.
- Ерохин, Ю. Ф. Проектирование и технология изготовления тканых изделий / Ю. Ф. Ерохин, С. Д. Николаев, Т. Ю. Карева. — Иваново: ИГТА, 2006. — 207 с.
- Оников, Э. А. Проектирование технологических процессов ткацкого производства (Проектирование технологии тканей): учебник для студентов вузов по направлению подготовки 260700 «Технология и проектирование текстильных изделий» / Э. А. Оников, С. Д. Николаев. — Москва: Информ-Знание, 2010. — 327 с.

Монографии
- Интеллект современного предприятия: монография / С. Д. Николаев, А .В. Зайцев, Й. Крафт и др. М.: ИД «Комсомольская правда», 2010. — 252 с.
- Особенности переработки арамидных нитей и пряжи в ткачестве: монография / С. С. Юхин, С. Д. Николаев, И. В. Рыбаулина. — М.: МГУДТ, 2015. — 174 с. — ISBN 978-5-87055-291-0